# Tinovul Poiana Stampei
Tinovul Poiana Stampei este o arie protejată de interes național ce corespunde categoriei a IV IUCN (rezervație naturală de tip botanic), situată în județul Suceava, pe teritoriul administarativ al comunei Poiana Stampei.

## Localizare
Aria naturală cu o suprafață de 681.80 hectare (cunoscută și sub denumirea de Tinovul Mare Poiana Stampei) se află în Depresiunea Dornelor, la limita vestică a județului Suceava cu județul Bistrița-Năsăud, în partea nord-vestică a Parcului Național Călimani, în imediata apropiere a drumului european E58.

## Descriere
Rezervația naturală a fost declarată arie protejată prin Legea nr.5 din 6 martie 2000 (privind aprobarea Planului de amenajare a teritoriului național - Secțiunea a III-a - zone protejate) și este inclusă în situl de importanță comunitară Tinovul Mare Poiana Stampei, sit care începând cu data de 25 octombrie 2011 a fost desemnat ca zonă umedă de importanță internațională (RORMS0007). Aceasta reprezintă o zonă naturală (mlaștini oligotrofe împădurite) ce adăpostește o gamă diversă de vegetație higrofilă (specifică tinoavelor) protejată la nivel european și conservă câteva specii faunistice aflate pe lista roșie a IUCN.

## Biodiversitate
Aria protejată dispune de trei tipuri de habitate naturale de interes comunitar; astfel: Turbării active, Turbării cu vegetație forestieră și Turbării degradate capabile de regenerare naturală.
La baza desemnării sitului se află câteva specii floristice (arbori, arbusti, ierburi, flori) și faunistice (mamifere, reptile, amfibieni, păsări, pești, insecte); dintre care unele enumerate în anexa I-a a Directivei Consiliului European 92/43/CE din 21 mai 1992 (privind conservarea habitatelor naturale și a speciilor de faună și floră sălbatică) sau aflate pe lista roșie a IUCN; astfel:

### Faună
Mamifere protejate semnalate în arealul zonei naturale: vulpe (Vulpes vulpes), jderul de copac (Martes martes) , veveriță (Sciurus carolinensis), șoarecele pitic (Micromys minutus);
Păsări: șorecarul comun (Buteo buteo), cocoșul de munte (Tetrao urogallus), sturzul cântător (Turdus philomelos), mierlă (Turdus merula), mierla gulerată (Turdus torquatus), fâsă de câmp (Anthus campestris), fâsă de pădure (Anthus trivialis), fâsă de luncă (Anthus pratensis), pitulice sfârâitoare (Phylloscopus sibilatrix), pitulice de munte (Phylloscopus collybita), cânepar (Carduelis cannabina), cinteză (Fringilla coelebs), codobatură albă (Motacilla alba), codobatura galbenă (Motacilla flava), ciocănitoarea pestriță mare (Dendrocopos major), ciocănitoare neagră (Dryocopus martius), măcăleandru (Erithacus rubecula). 
Reptile și amfibieni: șarpele de apă (Natrix tessellata), șopârla de munte (Lacerta vivipara), tritonul carpatic (Triturus montandoni), sălămâzdră de uscat (Salamandra salamandra), broasca-roșie-de-munte (Rana temporaria)
Nevertebrate cu specii de: libelule (Leucorrhinia pectoralis și Cordulegaster heros - calul-dracului); fluturi și molii (Aphantopus hyperantus, Anthocharis cardamines, Argynnis paphia - arginie mare de pădure, Callophrys rubi, Colias hyale, Colias croceus, Hepialus humuli, Lycaena tityrus, Leptidea sinapis, Melanargia galathea, Maniola jurtina, Triodia sylvina, Pararge aegeria).

### Floră

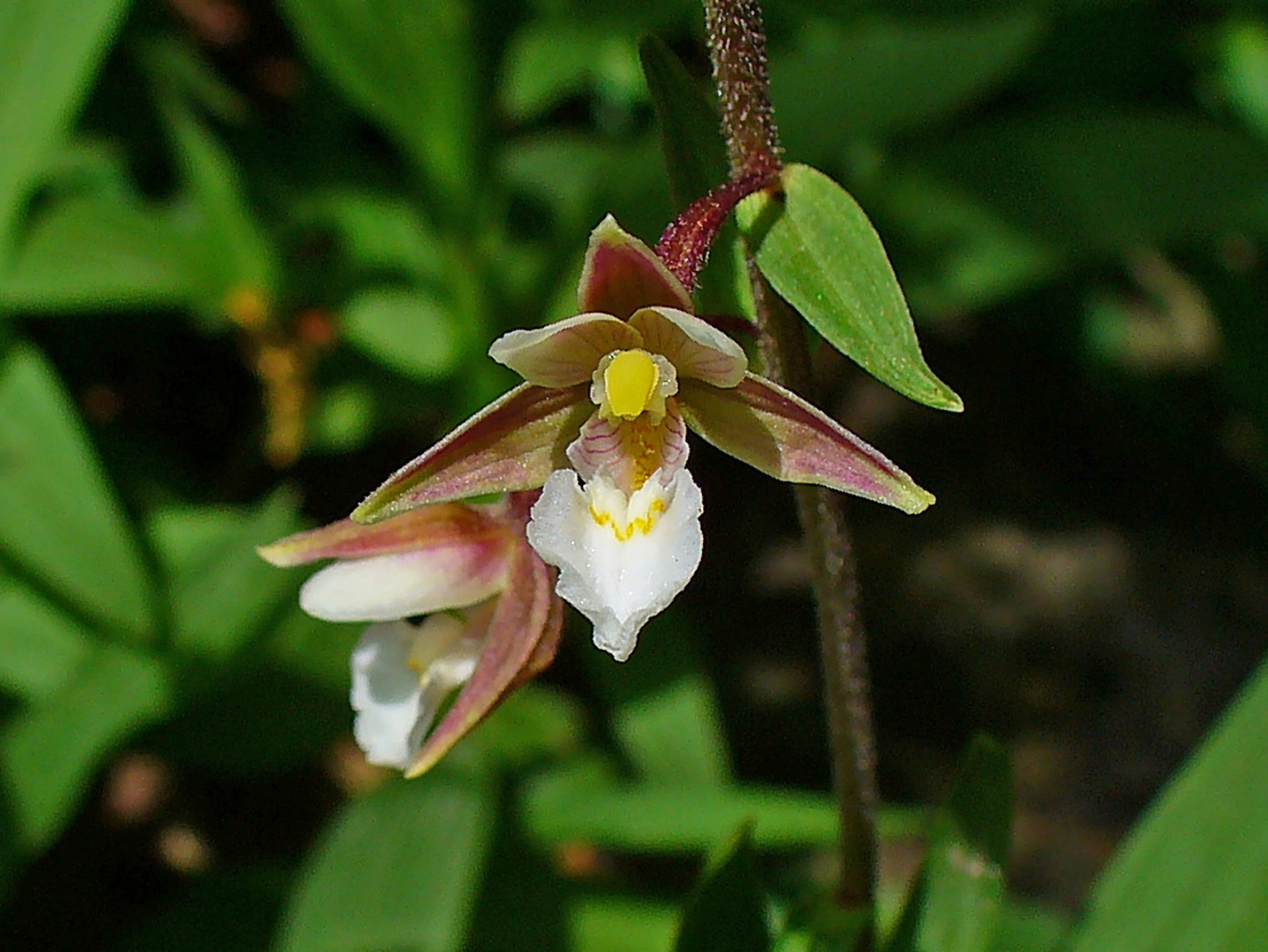
Dumbrăviță de baltă

Flora rezervației are în componență arbori și arbusti cu specii de: pin de pădure (Pinus sylvestris), molid (Picea abies), salcie aurită (Salix aurita), salcie târâtoare (Salix rosmarinifolia), mesteacăn pitic (Betula humilis), merișor (Vaccinium vitis idaea), afin (Vaccinium myrtillus) sau cununiță (Spiraea chamaedrifolia). 
La nivelul ierburilor vegetează mai multe plante rare (printre care unele protejate la nivel european prin aceeași Directivă CE 92/43 din 21 mai 1992) din speciile: churechi de munte (Ligularia sibirica), gălbenuș (Crepis paludosa), călțunul doamnei (Geum rivale), iarba ciutei (Doronicum austriacum), crețușcă (Filipendula ulmaria), clopoțelul de munte (Campanula serrata), clopoței (Campanula patula ssp. abietina), poroinic (Dactylorhiza maculata), toporaș galben de munte (Viola biflora), orhidee (Dactylorhiza majalis, Gymnadenia conopsea), roua cerului (Drosera rotundifolia), sânzâiene (Galium uliginosum), buhai (Listera ovata), dumbrăviță de baltă (Epipactis palustris), limba cucului (Botrychium multifidum), oușor (Streptopus amplexifolius), trifoi de baltă (Menyanthes trifoliata), trestioară (Calamagrostis neglecta), ferigă de mlaștină (Dryopteris cristata), coada-calului (Equisetum sylvaticum), rogozuri (Carex curta, Carex rostrata); precum și câteva specii de mușchi de turbă (Sphagnum  wulfianum, Dicranum viride, Campylopus pyriformis, Sphagnum capillifolium și Drepanocladus vernicosus).

## Căi de acces
- Drumul național DN17 pe ruta: Vatra Dornei - Dorna Candrenilor - Podu Coșnei - Poiana Stampei.

## Monumente și atracții turistice
Obiective de interes istoric, cultural și turistic aflate în vecinătatea rezervației naturale:
- Biserica de lemn „Sfinții Arhangheli Mihail si Gavriil”[15] din Poiana Stampei, construcție secolul al XIX-lea (1883-1885), monument istoric[16].
- Gospodăria țărănească (Ion Ivan) din Poiana Stampei, construcție secolul al XIX-lea, monument istoric.
- Situl de importanță comunitară Cușma.